# 施特拉斯贝格
施特拉斯贝格是德国巴登-符腾堡州的一个市镇。总面积24.90平方公里，总人口2532人，其中男性1248人，女性1284人（2011年12月31日），人口密度102人/平方公里。